# Hängbryum
Hängbryum (Bryum algovicum) är en bladmossart som beskrevs av Sendtner och C. Müller 1851. Hängbryum ingår i släktet bryummossor, och familjen Bryaceae. Arten är reproducerande i Sverige. Inga underarter finns listade i Catalogue of Life.